# 遠近孝一
遠近 孝一（とおちか こういち、1971年10月20日 - ）は、日本の男性声優。東京俳優生活協同組合所属。大阪府生まれで山口県育ち。
代表作は『勇者指令ダグオン』（大堂寺炎）、『キン肉マンII世』（チェックメイト）、『探偵学園Q』（天草流）、『NARUTO -ナルト-』（日向ネジ）などがある。

## 来歴
中学時代は、陸上部で長距離走を専攻していた。
高校時代の進路を決める時期に歴史が好きだったことから、将来は教師か学者になろうと考えていた。
しかし成績が付かないこともあり、「あかんな〜、何しよう?」となりたいものがなくなっていた時にテレビ好きだった妹にテレビ雑誌を見せてもらったところ、声優養成所の募集記事があり、「そういう道もあるんだなー」と知る。同期に引っ込み思案で根暗な性格を直したいと声優になりたいと思ったという。
山口から上京したが、当時は訛りが強くまずは訛りを直さないと入所テストに受からないと感じていた。また養成所に入所するための金を稼ごうと思い、レンタルビデオ店のアルバイトを始めた。同時に洋画の吹き替えを見たり、見ていたアニメのことも意識し出した。大学にも通っており、映画研究会に所属していた。
勝田声優学院（10期生）を経て、俳協ボイスアクターズスタジオ第5期生。
テレビアニメでは1996年の『勇者指令ダグオン』（大堂寺炎 / ファイヤーエン役）が初主役となる。

## 人物・特色
声種はハイバリトン。
テレビアニメ、外画アテレコ、ゲームなど幅広く参加している。
『デジモンアドベンチャー02』（ホークモン役）では、さまざまに進化するキャラクター（デジモン）を複数の声質で演じ分けているが、可愛らしいポロモン（幼年期II）よりもさらに幼いプルルモン（幼年期I）に退化した第31話について「自分的な山場はプルルモン」と後に振り返っている。
小学校中学年までは大阪（東大阪市石切近辺）に在住していた。『結界師』（月地ヶ岡真彦役）や「最遊記シリーズ」（ヘイゼル＝グロース役）では関西弁のキャラクターを演じた他、ドラマCD『方言恋愛2』では第4話「山口県」にて惠本健司役を山口弁で演じている。
城マニア・戦国時代マニアであることから、声優の趣味を特集した番組『VASHUG!お城編』や『オレベスト！#19 城』に出演。
城好き・戦国時代好きが高じて、YouTubeにて歴史ラジオを動画配信している他、一般人向けのお城講座の講師を務めている。
免許・資格は普通自動車免許。

## 出演
太字はメインキャラクター。

### テレビアニメ
1995年
- 愛天使伝説ウェディングピーチ（1995年 - 1996年、悪魔の森の木、コウモリ、小悪魔、生徒、司会者、係の人、男子生徒、男性リポーター 他）

1996年
- 赤ちゃんと僕（不良中学生）
- 天空のエスカフローネ（兵B、クルー、狼人、番兵、兵A、ザイバッハ兵、船員）
- 勇者指令ダグオン（1996年 - 1997年、エン / 大堂寺炎）
- YAT安心!宇宙旅行（マサヒロ、クルー）

1997年
- ネクスト戦記EHRGEIZ（ローズ2パイロット）
- はいぱーぽりす（ボブ、子分A、ダニ、トカゲB、無線の声）
- マッハGoGoGo（響剛）
- 烈火の炎（雷覇、警備員B）

1998年
- ガサラキ（下村激、アンカーマン、オペレーターA、記者A、軍事評論家 他）
- 超速スピナー（1998年 - 1999年、輪刃剛志）
- 超魔神英雄伝ワタル（オカサーフ）
- ブレンパワード（オペレーター、アナウンサー）
- ヨシモトムチッ子物語（ジガバチイシダ）
- LEGEND OF BASARA（月漉）

1999年
- イソップワールド（ガマ、プレーリーリーダー）
- 下級生（山口剛）
- どっきりドクター（高校生）
- 無限のリヴァイアス（チック・クラート、クライス・モラーテ、矩継真琴）

2000年
- 妖しのセレス（偉、男）
- 機巧奇傳ヒヲウ戦記（博徒、風神部下、村人、浪人）
- 金田一少年の事件簿（室町光之介）
- デジモンアドベンチャー02（2000年 - 2001年、ホークモン / ポロモン / プルルモン / ホルスモン / シュリモン / アクィラモン / シルフィーモン、浜崎先生 他）
- 人造人間キカイダー THE ANIMATION（男、声、社長、ホームレス）
- 女神候補生（リオリート・ウィルジナ）
- モンスターファーム〜伝説への道〜（ノリオ）

2001年
- ガイスターズ FRACTIONS OF THE EARTH（2001年 - 2002年、アルキオン・ファーマ）
- 学園戦記ムリョウ（三上利夫）
- 仰天人間バトシーラー（ラテーンパロット / ガッテンホーク）
- こみっくパーティー（2001年 - 2005年、九品仏大志） - 2シリーズ
- 真・女神転生デビチル（マンティコア）
- スクライド（男B）
- タッチ CROSS ROAD〜風のゆくえ〜（アレン）
- RAVE（若い頃のシバ、フェーベル）

2002年
- おジャ魔女どれみドッカ〜ン!（コマンダーホワイト、スタッフ、塾の先生）
- キン肉マンII世（2002年 - 2006年、チェックメイト、イリューヒン） - 3シリーズ
- ちょびっツ（めがねの男）
- 電光超特急ヒカリアン（2002年 - 2003年、ライトニングE2ジェット、ヒカリアンX、サンタクロース）
- 東京ミュウミュウ（2002年 - 2003年、白金稜 / アルト）
- NARUTO -ナルト-（日向ネジ）
- Weiß kreuz Glühen（ポーン / 雨氷成）
- 爆闘宣言ダイガンダー（デスペクター）
- ふぉうちゅんドッグす（2002年 - 2003年、マックス）
- ポケットモンスター（リュウジ）
- よばれてとびでて!アクビちゃん（テンドー）

2003年
- ウルトラマニアック（王子様）
- L/R -Licensed by Royal-（エイジ）
- 探偵学園Q（2003年 - 2004年、天草流、少年）
- デ・ジ・キャラットにょ（不良）
- ヒカルの碁（九星会男性プロ）
- 魔探偵ロキRAGNAROK（垣ノ内光太郎）
- トキ この地球（ほし）の未来を見つめて（武士1、与力、朝之助）

2004年
- 北へ。〜Diamond Dust Drops〜（部長）
- KURAU Phantom Memory（ブラック）
- クロノクルセイド（ジェナイ）
- コロッケ!（タンタンメン）
- 最遊記RELOAD GUNLOCK（ヘイゼル＝グロース）
- 砂ぼうず（海堂勝）
- ゾイドフューザーズ（ダン）
- 忘却の旋律（彦山絵市）
- ボボボーボ・ボーボボ（2004年 - 2005年、ロボ一号、ナイトメア、GUY坊）
- 名探偵コナン（2004年 - 2024年、寺島刑事、磯川日出男、金子刑事、松本、鶴見浩、番場栄一）
- MAJOR シリーズ（2004年 - 2009年、日下部） - 3シリーズ
- モンキーターン（潮崎俊也）

2005年
- あまえないでよっ!!喝!!（実行委員長）
- 強殖装甲ガイバー（エレゲン）
- これが私の御主人様（久米伸治）
- DIGITAL MONSTER X-evolution（シルフィーモン）
- ふしぎ星の☆ふたご姫（族長）
- BLEACH（小椿仙太郎、イールフォルト・グランツ）
- MÄR-メルヘヴン-（2005年 - 2007年、ペタ）
- ロックマンエグゼ シリーズ（2005年 - 2006年、異星人、グランドマン） - 3シリーズ

2006年
- 結界師（月地ヶ岡真彦）
- 地獄少女 二籠（八木沢修一）
- 出ましたっ!パワパフガールズZ（グラバー）
- ひまわりっ!（万里小路ハヤト）
- まじめにふまじめ かいけつゾロリ（ヤセオ）
- 妖怪人間ベム（アキラ）

2007年
- ef - a tale of memories.（2007年 - 2008年、火村夕） - 2シリーズ
- 怪物王女（吉田）
- ゲゲゲの鬼太郎（第5作）（うわん）
- NARUTO -ナルト- 疾風伝（日向ネジ）
- 祝!(ハピ☆ラキ)ビックリマン（ニンニク満助、魔人ドジキュラー）
- ひまわりっ!!（万里小路ハヤト）
- ぷるるんっ!しずくちゃん（手下）
- Myself ; Yourself（桜庭かおる）
- 遊☆戯☆王デュエルモンスターズGX（バーガンディ〈絶対防御将軍〉）
- ONE PIECE（2007年 - 2012年、ブリンド、ホーディ・ジョーンズ〈幼少期〉）

2008年
- ウエルベールの物語 〜Sisters of Wellber〜 第二幕（レナルド・ビンチ）
- 素敵探偵ラビリンス（松原哲哉）
- のらみみ2（ミチルの父）
- 流星のロックマン トライブ（キュー）
- ONE OUTS -ワンナウツ-（今岡）

2009年
- 07-GHOST（ランセ）
- ねぎぼうずのあさたろう（あげだまのよそべえ）
- FAIRY TAIL（2009年 - 2012年、エリゴール / グリムリーパー）

2010年
- ハートキャッチプリキュア!（来海流之助）

2011年
- お兄ちゃんのことなんかぜんぜん好きじゃないんだからねっ!!（ヨーヨー店主）
- 爆丸バトルブローラーズ ガンダリアンインベーダーズ（ホークター）

2012年
- エウレカセブンAO（ナカムラ）
- トリコ（レイ）
- NARUTO -ナルト- SD ロック・リーの青春フルパワー忍伝（2012年 - 2013年、日向ネジ）

2013年
- 義風堂々!! 兼続と慶次（北条氏規）
- THE UNLIMITED 兵部京介（陳）
- 幕末義人伝 浪漫（小早川）
- ビーストサーガ（オクトパージ、バッファム、グンバー）

2014年
- 鬼灯の冷徹（2014年 - 2018年、スケープ） - 2シリーズ

2015年
- 俺物語!!（不動）
- 新あたしンち（宮嶋先生の若い頃）
- 戦姫絶唱シンフォギアGX（イザーク・マールス・ディーンハイム）
- マジンボーン（カーバリオ）

2016年
- ジョジョの奇妙な冒険 ダイヤモンドは砕けない（鋼田一豊大）
- 霊剣山 星屑たちの宴（周明）

2019年
- キラキラハッピー★ ひらけ!ここたま（カギせんにん）
- BORUTO-ボルト- NARUTO NEXT GENERATIONS（日向ネジ）

2021年
- バック・アロウ（ピース・グリンハウス）
- デジモンアドベンチャー:（カブキモン）

2022年
- 最遊記RELOAD -ZEROIN-（ヘイゼル＝グロース / ヴラハル）
- であいもん（高瀬先生）

2023年
- 東京ミュウミュウ にゅ〜♡（白金博士）
- BLEACH 千年血戦篇（2023年 - 2024年、小椿仙太郎） - 2シリーズ

### 劇場アニメ
1995年
- KAZU&YASU ヒーロー誕生（三浦泰年）
- マクロスプラス MOVIE EDITION

1998年
- パーフェクトブルー

1999年
- ドラえもん のび太の宇宙漂流記（少年B）
- ハッピーバースデー 命かがやく瞬間（真田先生）

2000年
- デジモンアドベンチャー3D デジモングランプリ!（ホークモン）
- デジモンアドベンチャー02（ホークモン）

2001年
- デジモンアドベンチャー02 ディアボロモンの逆襲（ホークモン）

2004年
- 劇場版 金色のガッシュベル!! 101番目の魔物（桜田）

2007年
- 劇場版 NARUTO -ナルト- 疾風伝（日向ネジ）

2008年
- 劇場版 NARUTO -ナルト- 疾風伝 絆（日向ネジ）

2009年
- 劇場版 NARUTO -ナルト- 疾風伝 火の意志を継ぐ者（日向ネジ）

2010年
- 映画 ハートキャッチプリキュア! 花の都でファッションショー…ですか!?（来海流之助）

2011年
- 映画 スイートプリキュア♪ とりもどせ! 心がつなぐ奇跡のメロディ♪（シャープ）
- 劇場版 NARUTO -ナルト- ブラッド・プリズン（日向ネジ）

2012年
- 劇場版 NARUTO -ナルト- ロード・トゥ・ニンジャ（日向ネジ）

2017年
- 劇場版 はいからさんが通る（2017年 - 2018年、愛相良雄） - 前後編

2020年
- デジモンアドベンチャー LAST EVOLUTION 絆（ホークモン）

2023年
- デジモンアドベンチャー02 THE BEGINNING（ホークモン）

### OVA
1994年
- GATCHAMAN（ギャラクター隊員）
- ぼくはこのまま帰らない（天藤絢）

1995年
- アイドルプロジェクト
- 美少女遊撃隊バトルスキッパー（部下A、美少年1）
- 妖精姫レーン
- 楽勝!ハイパードール（TVアナウンサー、レポーター）

1996年
- 機動戦士ガンダム 第08MS小隊（オペレーターA）
- 今日から俺は!!（チンピラA、チンピラB）
- サンクチュアリ
- パンツァードラグーン（兵士）
- ぼくのマリー（部員、不良）

1997年
- 厄災仔寵（裏野耕作）
- 勇者指令ダグオン 水晶の瞳の少年（大堂寺炎 / ファイヤーエン）

1998年
- 銀河英雄伝説外伝 朝の夢、夜の歌（ヨハン・ゴットホルプ・フォン・ベルツ）

2000年
- 炎のらびりんす（ガラン）

2001年
- キカイダー01 THE ANIMATION（シルバーハカイダー）

2003年
- こみっくパーティー Revolution（九品仏大志）

2004年
- 低俗霊DAYDREAM（編集者）

2005年
- 聖闘士星矢 冥王ハーデス冥界編（ミーノス）

2007年
- 最後のドアを閉めろ!（斉藤寿久）
- ツバサ TOKYO REVELATIONS（空汰）

2008年
- 聖闘士星矢 冥王ハーデスエリシオン編（ミーノス）
- BLEACH カラブリ! 護廷十三屋台大作戦!（小椿仙太郎）

2011年
- 合体ロボット アトランジャー（飛鳥賢）

### ゲーム
1997年
- スノボキッズ（トミィ＝パーシー、犬店長）

1998年
- 双界儀（真武居直柔）
- 超鋼戦紀キカイオー（轟ジュンペイ、リッキー）
- トラップガンナー（ヴァン・ライリー、アブドル・リリン）
- ファンタスティックフォーチュン（キール・セリアン）

1999年
- グローランサー（ゼノス・ラングレー）
- スノボキッズプラス（トミィ＝パーシー、ルビー＝グリーン、犬店長）
- 超スノボキッズ（トミィ＝パーシー、いぬおやじ、スノボせんせい）
- トゥルーラブストーリー2（高林勇次）

2000年
- 高2→将軍（鳴海一也）
- 冒険時代活劇ゴエモン（親方、天馬）

2001年
- グローランサーII（ゼノス・ラングレー）
- こみっくパーティー（九品仏大志）

2002年
- キン肉マンII世 新世代超人VS伝説超人（チェック・メイト、クレセント・ハーツ）
- キン肉マンII世 正義超人への道（チェック・メイト）

2003年
- SUNRISE WORLD WAR Fromサンライズ英雄譚（炎）
- 探偵学園Q 奇翁館の殺意（天草流）
- NARUTO -ナルト- 激闘忍者大戦!2（日向ネジ）
- NARUTO -ナルト- ナルティメットヒーロー（日向ネジ）

2004年
- アニメバトル 烈火の炎 FINAL BURNING（雷覇、円）
- キン肉マン ジェネレーションズ（チェック・メイト、イリューヒン）
- コロッケ!Great 時空の冒険者（タンタンメン、トラッパー）
- 金色のガッシュベル!! 友情タッグバトル フルパワー（桜田）
- NARUTO -ナルト- 激闘忍者大戦!3（日向ネジ）
- NARUTO -ナルト- ナルティメットヒーロー2（日向ネジ）

2005年
- コロッケ!DS 天空の勇者たち（タンタンメン）
- 新世紀勇者大戦
- 天地の門（シンブ）
- NARUTO -ナルト- うずまき忍伝（日向ネジ）
- NARUTO -ナルト- 激闘忍者大戦!4（日向ネジ）
- NARUTO -ナルト- ナルティメットヒーロー3（日向ネジ）
- 水の旋律（明月圭）

2006年
- キン肉マン マッスルグランプリMAX（チェックメイト、イリューヒン）
- キン肉マン マッスルジェネレーションズ（チェック・メイト、イリューヒン）
- 幻想水滸伝V（ゲッシュ、ラハル、シュラ・ヴァルヤ）
- NARUTO -ナルト- 最強忍者大結集4 DS（日向ネジ）
- NARUTO -ナルト- ナルティメットポータブル（日向ネジ）
- NARUTO -ナルト- 忍列伝（日向ネジ）
- 水の旋律2 〜緋の記憶〜（明月圭）

2007年
- Kingdom Under Fire: Circle Of Doom（デュエイン）
- キン肉マン マッスルグランプリ2（チェックメイト、イリューヒン）
- 喧嘩番長2 フルスロットル（三島晴喜、木村武士）
- KoiGIG〜DEVIL×ANGEL〜（ミック）
- スーパーロボット大戦OG ORIGINAL GENERATIONS（ノイエDC兵、所属不明兵）
- スーパーロボット大戦OG外伝（ノイエDC兵、所属不明兵）
- 聖闘士星矢 冥王ハーデス十二宮編（ミーノス）
- DEAR My SUN!!〜ムスコ★育成★狂騒曲〜（美崎遼真）
- NARUTO -ナルト- 疾風伝 激闘忍者大戦!EX（日向ネジ）
- NARUTO -ナルト- 疾風伝 激闘忍者大戦!EX2（日向ネジ）
- NARUTO -ナルト- 疾風伝 ナルティメットアクセル（日向ネジ）
- NARUTO -ナルト- 疾風伝 ナルティメットアクセル2（日向ネジ）

2008年
- 江戸川乱歩の怪人二十面相DS（怪人二十面相）
- キン肉マン マッスルグランプリ2 特盛（チェックメイト、イリューヒン）
- NARUTO -ナルト- 疾風伝 激闘忍者大戦!EX3（日向ネジ）
- NARUTO -ナルト- 疾風伝 最強忍者大結集 激突!!ナルトVSサスケ（日向ネジ）
- NARUTO -ナルト- 疾風伝 忍列伝 II（日向ネジ）

2009年
- eden*（稲葉直人）
- NARUTO -ナルト- ナルティメットストーム（日向ネジ）
- NARUTO -ナルト- 疾風伝 ナルティメットアクセル3（日向ネジ）
- NARUTO -ナルト- 疾風伝 忍列伝 III（日向ネジ）

2010年
- ef - a fairy tale of the two.（火村夕）
- スーパー戦隊バトル ダイスオー（ダイゴヨウ）
- NARUTO -ナルト- 疾風伝 キズナドライブ（日向ネジ）
- NARUTO -ナルト- 疾風伝 激闘忍者大戦!SPECIAL（日向ネジ）
- NARUTO -ナルト- 疾風伝 ナルティメットストーム2（日向ネジ）

2012年
- NARUTO -ナルト- 疾風伝 ナルティメットストームジェネレーション（日向ネジ）

2013年
- 聖闘士星矢 ブレイブ・ソルジャーズ（ミーノス）
- NARUTO -ナルト- 疾風伝 ナルティメットストーム3（日向ネジ）

2014年
- 相州戦神館學園 八命陣 天之刻（柊聖十郎）
- NARUTO -ナルト- 疾風伝 ナルティメットストームレボリューション（日向ネジ）

2015年
- 聖闘士星矢 ソルジャーズ・ソウル（ミーノス）
- ファイアーエムブレムif（イザナ）

2016年
- 神撃のバハムート（アルバ）
- NARUTO -ナルト- 疾風伝 ナルティメットストーム4（日向ネジ）
- 誰ガ為のアルケミスト（ガト）

2019年
- BLEACH Brave Souls（2019年 - 2023年、小椿仙太郎、イールフォルト・グランツ）

2020年
- ジョジョのピタパタポップ（鋼田一豊大）

2021年
- LoverPretend（西嶋浩介）
- FAIRY TAIL ギルドマスターズ（エリゴール）
- タイムディフェンダーズ（クルースニク）

2022年
- Shadowverse（アルバ）
- 信長の野望 覇道（2022年 - 2023年、岡部元信、北信愛、明智光秀）

### 吹き替え

#### 映画
- アップダウン・ガールズ（ヒューイ〈ドナルド・フェイソン〉）
- L.A.コンフィデンシャル（マット・レイノルズ〈サイモン・ベイカー〉、ルイス・フォンテイン）※ソフト版
- オフィスキラー（ゲイリー〈マイケル・インペリオリ〉）
- カットスロート・アイランド（ボーエン〈クリス・マスターソン〉）※ソフト版
- ギャラクシー・クエスト（クエレック）
- ザ・スカルズ/髑髏の誓い（ルーク・マクナマラ〈ジョシュア・ジャクソン〉）
- スリーパーズ（マイケル少年時代〈ブラッド・レンフロ〉）※DVD版
- ハイウェイマン（レイ）※DVD版
- 陽のあたる教室（コール）
- マレーナ
- モナリザ・スマイル（スペンサー・ジョーンズ〈ジョーダン・ブリッジス〉）
- 誘拐犯（アレン・ペインター医師〈ディラン・カスマン〉）
- U・ボート（兵曹長）※DVD版
- ロードキラー マッドチェイス（ボビー〈ニック・ザーノ〉）
- ワンス・アポン・ア・タイム・イン・チャイナ&アメリカ/天地風雲（ビリー・ザ・キッド）

#### ドラマ
- インディ・ジョーンズ/若き日の大冒険（インド人中尉）

#### アニメ
- アクションリーグ・ナウ（チーフ）
- ジャスティス・リーグ（デッザード）
- スーパーマン（デッザード）
- ビーストウォーズ 超生命体トランスフォーマー（タイガトロン）
- CG版ビーストウォーズ 激突!ビースト戦士（タイガトロン）
- ビーストウォーズメタルス 超生命体トランスフォーマー（タイガトロン、タイガーファルコン）
- ビーストウォーズ 超生命体トランスフォーマー アゲイン（タイガトロン）
- ブレイブ・リトル・トースター（お客）
- ロッコーのモダンライフ（ロッコー）

### 特撮
1996年
- ビーファイターカブト（ビーファイターヤンマ / マック・ウインディ〈演：ルーベン・ラングダン〉の声〈35話まで〉）

1997年
- ビーロボカブタック（ダンゴロンの声）
- ビーロボカブタック クリスマス大決戦!!（ダンゴロン）

1999年
- 救急戦隊ゴーゴーファイブ（バンパイラの声）

2001年
- 百獣戦隊ガオレンジャー（ボーリングオルグの声）

2002年
- 忍風戦隊ハリケンジャー（ウナダイゴの声）

2003年
- 爆竜戦隊アバレンジャー（ラッコピーマンの声）

2004年
- 特捜戦隊デカレンジャー（ジャッキルの声）

2005年
- 幻星神ジャスティライザー（コマンダー・アドロクスの声）

2008年
- 炎神戦隊ゴーオンジャー（レンズバンキの声）

2009年
- 侍戦隊シンケンジャー（ダイゴヨウの声）

2010年
- 侍戦隊シンケンジャーVSゴーオンジャー 銀幕BANG!!（ダイゴヨウの声）
- 帰ってきた侍戦隊シンケンジャー 特別幕（ダイゴヨウの声）

2011年
- 天装戦隊ゴセイジャーVSシンケンジャー エピックon銀幕（ダイゴヨウの声）

### ラジオ
- 終末のエデン
- 遠近孝一のスキモノ!戦国RADIO（音泉）
- ラジオドラマ VOMIC ロック・リーの青春フルパワー忍伝（日向ネジ）
- 遠近孝一PRESENTS 戦国ネットすきらじ

### CD

#### ドラマCD
- アンジェリーク外伝4 虹の記憶（サーリア）
- イースII 〜天空の失楽園〜（ゴート）
- eden* 第1巻（稲葉直人）
- 陽炎ノスタルジア -新章- 第1巻（不破）
- カオシックルーン（三剣リュウセイ）
- 銀の勇者（ガーディアン/刺客リーダー）
- クラッシャーズ Knight&Ranシリーズ（ポーン〈雨氷成〉）
- 最遊記シリーズ（ヘイゼル＝グロース）
  - 最遊記 Vol.1 Party
  - 最遊記RELOAD"WISHES!!"
  - 最遊記RELOAD"EVEN A WORM" vol.1 - 5
- 親友〜Dear friends〜 蝉時雨（小泉征一）
- スクライド設定資料集特典ドラマCD（矩継誠[52]）
- ストリートファイターZERO2外伝 さくら・もっとも危ない女子高生（橋本）
- 創竜伝（学生服の男、ドライバー）
- 超鋼戦紀キカイオー ドラマアルバム（轟ジュンペイ）
- デジモンアドベンチャー02 ドラマCD 未知へのアーマー進化（ホークモン）
- 天外レトロジカル ドラマCD 巻の一（虎太郎）
- HIDE（藤孝）
  - NOBU学園（細川）
- ひまわりっ!! Original Soundtrack 〜season flowers〜番外編ショートドラマ（万里小路ハヤト）
- 勇者宇宙ソーグレーダー オーディオドラマ Vol.1 冒険の風（2025年、ファイヤーエン） - 『勇者宇宙ソーグレーダー』第2巻 CD付特装版
- FLESH&BLOOD 第6巻（ウィル〈シェイクスピア〉）
- ブルーブレイカー ドラマCD（ケイン）
- 方言恋愛2 京都府・山口県［第4話「山口県」］（惠本健司）
- 魔法店舗カナルナ Magic1（セータ）
- 水の旋律 シリーズ（明月圭）
  - 水の旋律 花篝〜はなかがり〜
  - 水の旋律 〜夢想組曲〜
- 無限のリヴァイアス Sound Edition 1 - 3
- モスラ'61（ダニー）
- 厄災仔寵（裏野耕作）
- 勇者指令ダグオンシリーズ（大堂寺炎）
  - 〜スペシャルドラマ1〜「選挙で激突! トライダグオン」
  - 〜スペシャルドラマ2〜「サルガッソB級宇宙人十番勝負」
  - 〜スペシャルドラマ3〜「山海高校ミステリーツアー〜湯けむり美少女失踪事件」
  - CDシネマ1 〜春はあけぼの〜
  - CDシネマ2 〜夏のツー・ショット〜
  - CDシネマ3 〜それぞれの秋〜
  - CDシネマ4 〜冬、来たりなば…〜
  - スペシャルドラマ 〜いいやつ〜
  - スペシャルドラマ2 〜悪いやつ〜

#### 音楽CD
- 最遊記RELOAD GUNLOCK ボーカルアルバム Vol.2（ヘイゼル＝グロース）
- 男子声優Vocalアルバム 乙女ヨーグルト
- DEAR My SUN!! キャラクターソング&メッセージCD 風斗ver（美崎遼真）
- デジモンアドベンチャー02ベストパートナー (8) 井ノ上京&ホークモン（ホークモン）
- デジモンアドベンチャー02 ベストパートナー「絆」(3)井ノ上京&ホークモン（ホークモン）
- ひまわりっ!ヴォーカルアルバム: 霞の里祭りっ!（万里小路ハヤト）
- マッハGoGoGo 全曲集
- 水の旋律シリーズ（明月圭）
  - キャラクターソング 〜二人のアナザーストーリー DropIII〜 一謡
  - キャラクターソング　Flame series II
  - 水の旋律 Sweet Box
- 勇者指令ダグオンV〜ソングコレクション〜

#### ラジオCD
- ラジオDJCD オー! NARUTO ニッポン 其の七
- ラジオDJCD オー! NARUTO ニッポン 其の十六
- ラジオDJCD NARUTO RADIO 疾風迅雷 2

#### BLCD
- 美しい男（マロイ）
- エスコート（真城秀顕）
  - ディール（真城秀顕）
- 皇林学院シリーズ（堺文俊）
  - 愛の才能
  - いけない生徒会室
- オヤジ拾いました。（水木）
- 契約不履行（三崎）
- 月下美人（神崎立）
- 小悪魔のサンクチュアリ（ルチアーノ・森脇）
- 黒衣の公爵（ナレーション）
- 最後のドアを閉めろ!シリーズ（斉藤寿久）
  - 最後のドアを閉めろ!1 〜Replay〜
  - 最後のドアを閉めろ!2
- SIMPLEX -DEADLOCK外伝-（ヨシュア）
- 伯爵様は危険な遊戯がお好き（ジョセフ・ギルデア）
- 花降楼シリーズ（鷹村）
  - 愛で痴れる夜の純情
  - 夜の帳、儚き柔肌
  - 婀娜めく華、手折られる罪
  - 媚笑の閨に侍る夜
  - 白き褥の淫らな純愛
  - 愛しき爪の綾なす濡れごと
- パパラチアン・パラダイス（ファルフ）
- 微熱の果実〜バタフライ・スカイ〜（春重）
- ブーランジェの恋人（田辺）
- 摩天楼に抱かれて（田上）
- 真夜中にお会いしましょう（海堂寺碧）
- 迷彩天国（藤崎賢吾）
  - 恋愛服務規定
- 唯我獨尊な男 Extra（クウパ）
- ロマンティスト・テイスト（高見）

### 人形劇
- NHK教育 こどもにんぎょう劇場 「かたあしだちょうのエルフ」（エルフ 他）

### テレビドラマ
- 土曜ワイド劇場 獣医・いかり七緒の殺人診断（オウムの声）

### テレビ番組
- おはスタ（初代ナレーション）
- 新説!?日本ミステリー（ナレーション）
- 決着!歴史ミステリー（ナレーション）
- ザ・ベストハウス123（吹き替え、ボイスオーバー）
- よいこっち（宮本、ナレーション）

### CM
- エイデン（CMキャラクター）
- タカラ 勇者指令ダグオン（玩具CMナレーション）
  - 火炎合体ファイヤーダグオン
  - ダグテクター
  - 宇宙剣士ライアン
  - 無限砲ガンキッド

### その他コンテンツ
- おやじの小言〜仕事や職場での心構え〜